# クリーム・デ・メント

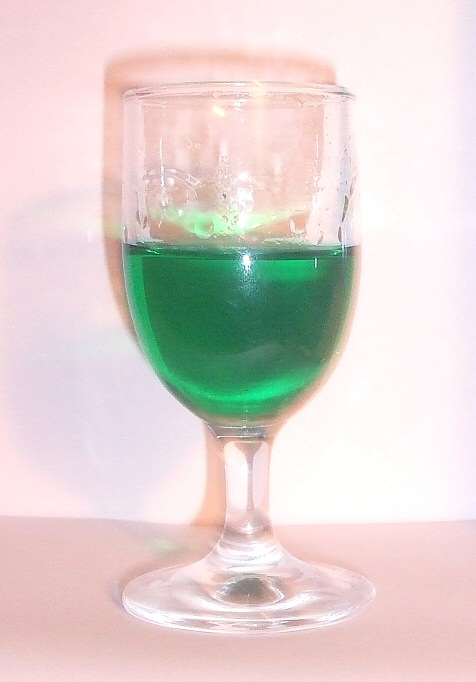
クリーム・デ・メントの小グラス

クリーム・デ・メント(creme de menthe)は、甘いミント風味のアルコール飲料である。風味付けには、主にコルシカミントまたは乾燥したペパーミントを用いる。「ホワイト」と呼ばれる無色のものとミントの葉または着色料で色付けた緑色のものが市販されている。どちらも似たような風味であり、色が重要な場合を除いて、レシピ上はどちらも使える。アルコール度数は25%である。
グラスホッパーやスティンガー等のカクテルの材料として用いられる。また食後酒として飲んだり、風味付けのため料理に用いられたりもする（ミントチョコレート等）。さらに南アフリカで人気のスプリングボックとして知られるシューターの主材料である。
伝統的な作り方では、乾燥したペパーミントまたはコルシカミントの葉を中性スピリッツに数週間浸し、濾過して砂糖を加える。

## 音楽
セルゲイ・ラフマニノフは酒を飲まなかったが、技術を要する自身の『パガニーニの主題による狂詩曲』の第24変奏をピアノで弾く際に、グラス1杯のクリーム・デ・メントが神経を落ち着かせることを発見した。彼はこの変奏に「クリーム・デ・メント変奏」というニックネームを付けた。

## 文化
- 『空飛ぶモンティ・パイソン』の"The Visitors"というエピソードでは、テリー・ギリアムは、極端に女らしく、飾り立てた、ステレオタイプなゲイの人物を演じた。彼がいつも飲んでいたのが、1パイントのクリーム・デ・メントであった。
- 『フレンズ』シーズン2エピソード22"The One with The Two Parties"では、フィービー・ブッフェがレオナルド・グリーンにクリーム・デ・メントを進め、彼が妻と出会わないように引き留めた。
- 『アウトランダー』シーズン3エピソード7"Creme De Menthe"では、ジェイミー・フレイザーが殺人事件の被害者をクリーム・デ・メントの樽の中に隠した。彼は妻のクレアに、スコットランド人がこのような飲み物を飲むと聞いたことがないと言って、見つからないことを保証した。
- 『マッドメン』のシーズン1エピソード12では、社長選出を祝う社内のパーティで酒が足りなくなったため、参加者が補給品倉庫を襲い、冷水機をクリーム・デ・メントで満たした。